# Netto Marken-Discount

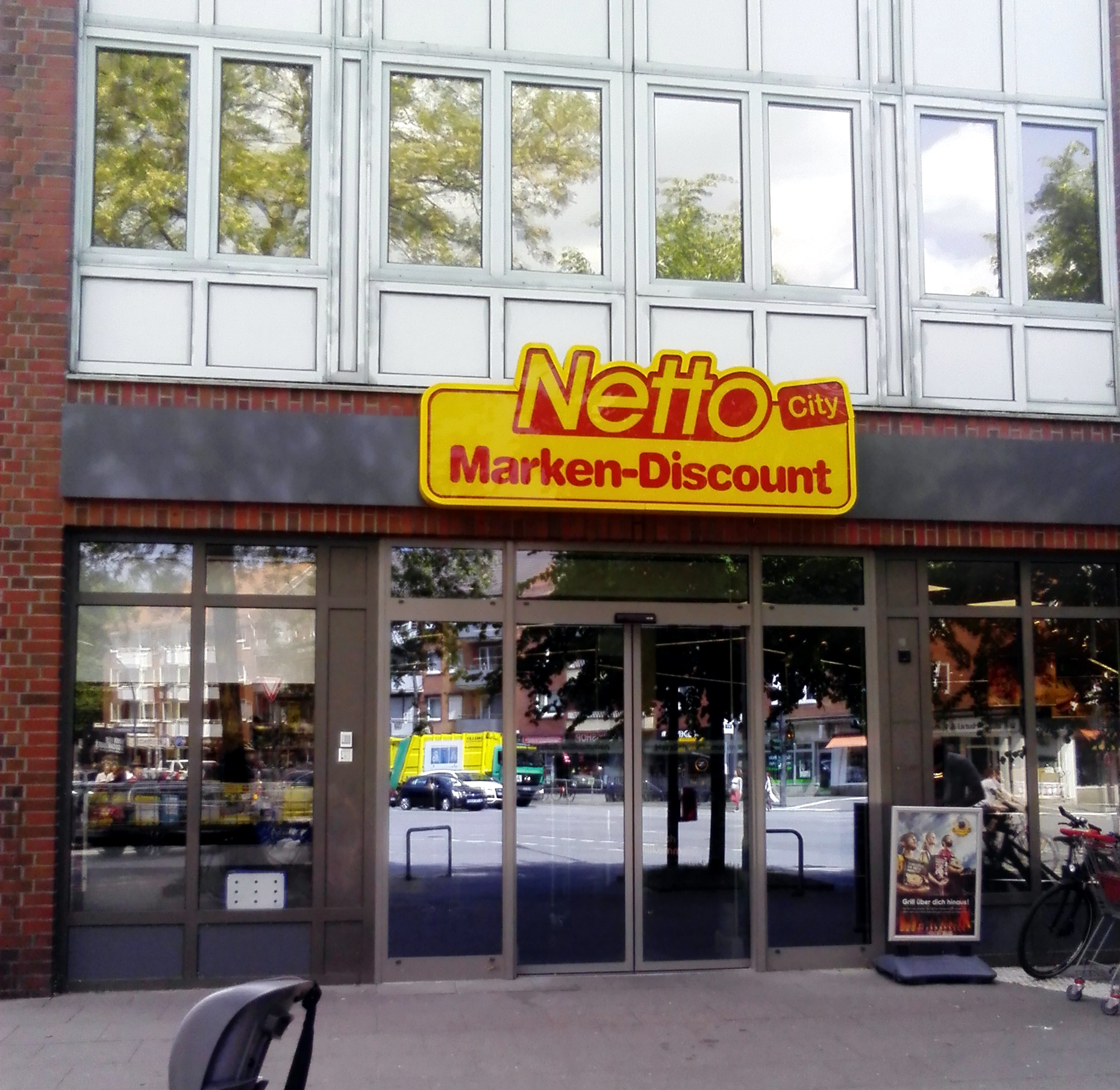
Netto w Hamburgu

Netto Marken-Discount Stiftung & Co. KG – niemiecka sieć dyskontów spożywczych i spółka zależna od Edeka Zentrale Stiftung & Co. KG. Siedziba spółki znajduje się w Maxhütte-Haidhof w Bawarii.

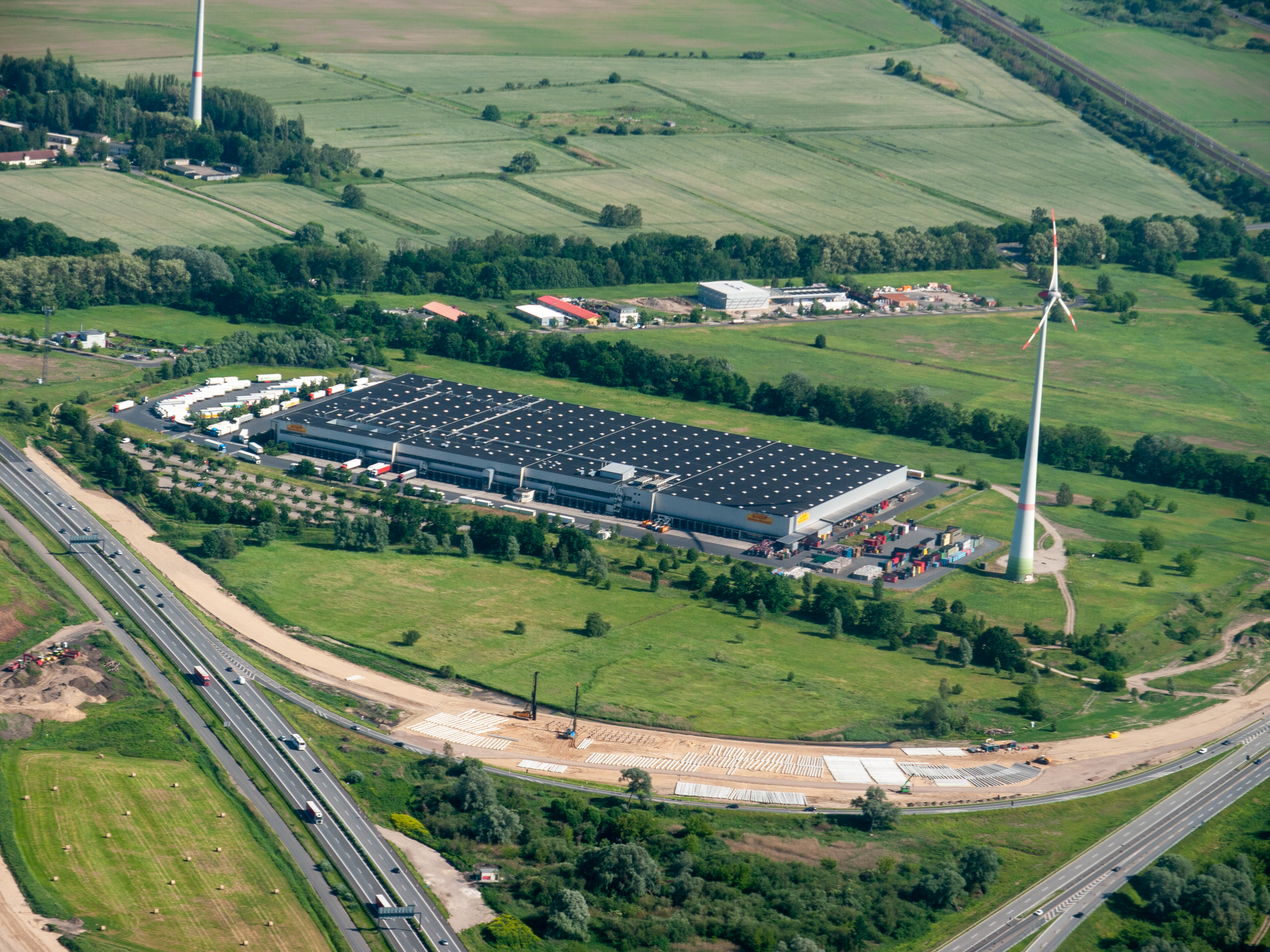
Centrum logistyczne w pobliżu Berlina

W 2009 roku Grupa Edeka sfinalizowała przejęcie sieci supermarketów Plus, przekształcając placówki Plus w supermarkety Netto.
Koncepcja detaliczna Netto Marken-Discount polega na oferowaniu znanych marek po niskich cenach, co kontrastuje ze strategią konkurentów Aldi i Lidl, którzy oferują głównie produkty sygnowane markami, które stworzyły.
Sieć nie jest powiązana z duńską siecią Netto, która prowadzi działalność w kilku niemieckich landach, ani z francuskim dyskontem Netto, który używa tego samego logo. Jednak Edeka posiadała 25% udziałów w spółce joint venture z duńską firmą Netto, które zostały sprzedane w 2012 r.

Stare logo